# Стефан VIII (IX)
Стефан VIII (IX) (лат. Stephanus PP. VIII (IX); ? — октябрь 942) — папа римский с 14 июля 939 года по октябрь 942 года. Девятый папа периода порнократии.

## Биография
Стефан VIII родился в римской семье, и, прежде чем стать папой, был священником церкви Святых Сильвестра и Мартина. Он был возведён на престол римским патрицием Альберихом II. Прежде всего, Стефан обратил своё внимание на ситуацию в Западной Франции. В начале 940 года папа вмешался на стороне Людовика IV Французского в его борьбу с мятежными герцогами, Гуго Великим и Гербертом II, графом Вермандуа, которые в свою очередь обратились за поддержкой к немецкому королю Оттону I. Папа направил папского легата к франкским вельможам, приказав им признать Людовика и прекратить свои мятежные действия против него под угрозой отлучения от церкви. Хотя посольство не достигло своей поставленной цели, оно действительно лишило Гуго и Герберта поддержки некоторых франкских епископов.
Ободренный этим, Стефан попытался разбить союз против Людовика, предложив сыну Герберта, Гуго де Вермандуа, должность архиепископа Реймса. Наряду с паллием — символом полномочий архиепископа, — папа послал легата с указанием франкскому дворянству подчиниться Людовику. В этот раз папа заявил, что если к Рождеству к нему не прибудут послы от вельмож с признанием власти Людовика, то они будут отлучены. После этого заявления произошел сдвиг в сторону поддержки Людовика, ряд важных вельмож к концу 942 года подтвердили ему свою лояльность и уведомление об этом Рим. Стефан также поддерживал Клюнийское аббатство.
В Риме для папы дела складывались значительно сложнее. Продолжающееся доминирование графов Тускулумских в жизни города было заметно на протяжении всего понтификата Стефана. Хотя Стефан был выдвиженцем Альбериха II Сполетского, он не был членом его семьи. Стефан оказался втянут в продолжившийся конфликт между Альберихом II и Гуго Итальянским. Гуго осаждал Рим в 940 году. После неудавшейся попытки покушения на Альбериха, в котором участвовал ряд епископов, Альберих начал расправы с потенциальными противниками, его врагов бичевали, обезглавливали и заточали в тюрьмы. Мартин Опавский утверждает, что сам Стефан VIII был подвергнут пыткам со стороны Альбериха.
17 августа 942 года Альберих созвал собор в Риме, где продемонстрировал свой контроль над папством за счёт назначения различных папских чиновников.
Стефан умер примерно в октябре 942 года.

## Альтернативные оценки
Согласно летописцу XIII века Мартину Опавскому, Стефан VIII был по рождению немцем, который был избран папой из-за влияния его родственника, немецкого короля Оттона I. Мартин утверждает, что Оттон проигнорировал волю кардиналов, выдвинув Стефана, и потому духовенство ненавидело папу и выдало его сторонникам Альбериха II, который калечил и пытал его до такой степени, что Стефан не смог больше появиться на людях. Эта версия событий в значительной степени опровергнута. Современные историки утверждают, что Стефан был римлянином. Кроме того, вмешательство Оттона в дела Рима началось лишь через 10 лет, а во время понтификата Стефана он был ещё занят укреплением своей власти в Германии. Наконец, вмешательство Стефана от имени франкского короля Людовика IV (который был в конфликте с Оттоном) не произошло бы, если бы папа был родственником немецкого короля. Искалечивание Стефана, возможно, произошло в связи с последствиями заговора против Альбериха в середине 942 года.